# Cryptantha recurvata
Cryptantha recurvata är en strävbladig växtart som beskrevs av Frederick Vernon Coville. Cryptantha recurvata ingår i släktet Cryptantha, och familjen strävbladiga växter. Inga underarter finns listade i Catalogue of Life.